# 圣让德洛尔
圣让德洛尔（法語：Saint-Jean-de-Laur，法語發音：[sɛ̃ ʒɑ̃ də lɔʁ]）是法国洛特省的一个市镇，属于菲雅克区。

## 地理
圣让德洛尔（44°25'11"N, 1°50'9"E）面积21.57 平方千米，位于法国奧克西塔尼大區洛特省，该省份为法国西南部内陆省份，北起顺时针与科雷兹省、康塔爾省、阿韦龙省、塔恩-加龙省、洛特-加龍省和多尔多涅省接壤。
与圣让德洛尔接壤的市镇（或旧市镇、城区）包括：马尔谢勒、萨尔瓦尼亚克-卡雅尔、卡雅尔、卡尔维尼亚克、凯尔西地区利莫涅、皮茹尔德。

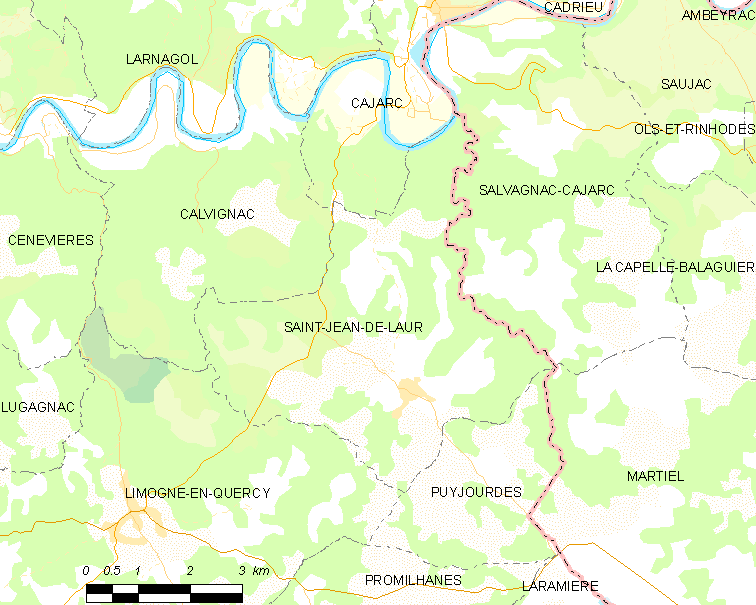
圣让德洛尔的OSM定位图

圣让德洛尔的时区为UTC+01:00、UTC+02:00（夏令时）。

## 行政
圣让德洛尔的邮政编码为46260，INSEE市镇编码为46270。

## 政治
圣让德洛尔所属的省级选区为科斯与谷地县。

## 人口

1962-2008年间圣让德洛尔人口变化图示

圣让德洛尔于2022年1月1日时的人口数量为247人。